# Просмичі (Брагінський район)
Просмичі — (біл. вёска Просмычы), село (веска) в складі Брагінського району розташоване в Гомельській області Білорусі. Село підпорядковане Чемериській сільській раді і в ньому мешкає 132 особи (станом на 2004 рік).
Село Просмичі розташоване на південному сході Білорусі, в південній частині Гомельської області, неподалік від районного центру Брагіна (за 15 кілометрів східніше).